# 가르바텔라역
가르바텔라역(이탈리아어: Garbatella)은 로마 지하철 B선의 역 중 하나이다. 이 역은 1990년 개통했으며 오스티엔세 거리(via Ostiense)의 전 메르차티 제네랄리 디 로마(Mercati Generali di Roma) 뒷편에 위치해 있다. 이 역은 구 역사에서 200m 떨어진 지엔찰로 발라우리 광장(Piazza Giancarlo Vallauri)으로 이전했다.

## 시설
가르바텔라 역에는 다음과 같은 시설이 있다.
- 매표소
- 장애인 전용 승차시설
- 파크 앤드 라이드 시설
- 역 감시카메라 (CCTV)

## 역 주변
- 가르바텔라
- former Mercati Generali
- University of Rome III
- Teatro Palladium